# Le Roi catastrophe
Le Roi catastrophe est une série de bande dessinée pour la jeunesse scénarisée par Lewis Trondheim et dessinée par Fabrice Parme, éditée par Delcourt en 9 volumes sortis entre 2001 et 2005.

## Synopsis
Adalbert est un enfant-roi, égocentrique, imaginatif et candide, qui a (presque) tous les pouvoirs dans son minuscule royaume de Porto-Cristo et en use sans retenue.

## Thèmes abordés
Les principaux thèmes abordés sont la monarchie absolue, les caprices des jeunes enfants, l'absence de limites et la démission des adultes.
Sur la 4e de couverture, Adalbert déclare : Ce n'est pas parce que je suis un enfant qu'il m'est interdit d'avoir les caprices d'un roi. Ce n'est pas parce que je suis un roi qu'il m'est interdit d'avoir les caprices d'un enfant.

## Personnages principaux
- Adalbert, roi du Porto-Cristo
- Mademoiselle le Premier Ministre, elle s'occupe du royaume d'Adalbert
- Mademoiselle l'Institutrice, l'institutrice personnelle d'Adalbert, et sa fille Flore
- Romaric, cousin et rival d'Adalbert, roi de Haute-Romarie
- Hildegonde, princesse du Klingenbourg

## Albums
- Tome 1 : Adalbert ne manque pas d'air (2001)[1]
- Tome 2 : Adalbert perd les pédales (2001)
- Tome 3 : Adalbert a tout pour plaire (2002)
- Tome 4 : Adalbert s'en sort pas mal (2002)
- Tome 5 : Adalbert plus que super (2003)
- Tome 6 : Adalbert fait du scandale (2003)
- Tome 7 : Adalbert change d'atmosphère (2004)
- Tome 8 : Adalbert est trop génial (2004)
- Tome 9 : Adalbert fait des affaires (2005)

## Adaptation
Une adaptation de la bande dessinée en dessin animé de 78 épisodes de 7 minutes est prévue et doit démarrer en 2005. La diffusion doit avoir lieu à partir de septembre 2007.